# Констанция Бургундская
Констанция Бургундская (8 мая 1046 — не ранее 9 февраля 1093 и не позднее 25 октября 1093) — королева Леона и Кастилии. Дочь герцога Бургундии Роберта I и Элии де Семюр.

## Жизнь
В 1065 году Констанция вышла замуж за графа Шалона Гуго II. Они были женаты 14 лет до смерти Гуго в 1079 году. Брак был бездетным.
В конце 1079 года Констанция повторно вышла замуж за Альфонсо VI Храброго, короля Леона и Кастилии. Ранее тот был женат на Агнессе Аквитанской, но развёлся с ней или овдовел. Новый брак, вероятно, был организован через связи аббатства Клюни при дворе Альфонсо. Вначале против брака Констанции и Альфонсо выступал папа, по-видимому, из-за родства Констанции и Агнессы.
У Констанции и Альфонсо было несколько детей, но только одна дочь, Уррака, достигла совершеннолетия.
Констанция умерла в 1093 году, оставив четырнадцатилетнюю дочь и мужа. Альфонсо женился ещё трижды, однако ребёнка (сына) имел лишь от любовницы (возможно позже жены) Заиды, дочери эмира Севильи.
Констанция похоронена в монастыре в городе Саагун, там же похоронен Альфонсо VI и остальные его жёны.